# Saray Sterenbach
Saray Sterenbach (* 23. August 1994) ist eine ehemalige israelische Tennisspielerin.

## Karriere
Sterenbach begann mit sieben Jahren mit dem Tennisspielen, ihr bevorzugtes Terrain ist der Hartplatz. Sie spielt hauptsächlich Turniere auf dem ITF Women’s Circuit, bei denen sie bislang einen Titel im Einzel und zwei im Doppel gewinnen konnte.
Sterenbach hat im Jahr 2016 nur noch ein einziges Mal auf der Damentour gespielt. Im Mai beendete sie diese Partie durch Aufgabe; inzwischen wird sie in den Ranglisten nicht mehr geführt.

## Turniersiege

### Einzel
| Nr. | Datum        | Turnier   | Kategorie   | Belag     | Finalgegnerin   | Ergebnis |
| --- | ------------ | --------- | ----------- | --------- | --------------- | -------- |
| 1.  | 10. Mai 2015 | Aschkelon | ITF $10.000 | Hartplatz | Deniz Khazaniuk | 6:1, 6:4 |

### Doppel
| Nr. | Datum              | Turnier  | Kategorie   | Belag     | Partnerin      | Finalgegnerinnen                    | Ergebnis         |
| --- | ------------------ | -------- | ----------- | --------- | -------------- | ----------------------------------- | ---------------- |
| 1.  | 28. September 2013 | Marathon | ITF $10.000 | Hartplatz | Keren Shlomo   | Lee Pei-chi Maria Sakkari           | 3:6, 6:1, [10:8] |
| 2.  | 16. Mai 2014       | Akkon    | ITF $10.000 | Hartplatz | Talya Zandberg | Michaela Frlicka Margarita Lasarewa | 6:4, 6:3         |